# Olympische Sommerspiele 2024/Radsport – Einzelzeitfahren Straße (Frauen)
Das Einzelzeitfahren der Frauen bei den Olympischen Spielen 2024 in Paris fand am 27. Juli zwischen 14:30 Uhr und 16:00 Uhr statt.

## Streckenverlauf
Der Streckenverlauf wurde Anfang Juli 2023 bekanntgegeben. Die Strecke mit einer Länge von 32,4 km verlief im Stadtgebiet von Paris und einiger Umlandgemeinden und ist identisch zum Einzelzeitfahren der Männer. Mit 150 Höhenmetern an Steigungen war der Parcours als flach einzustufen.
Der Start befand sich auf der Esplanade des Invalides. Die Strecke folgte zunächst dem Boulevard Saint-Germain und überquerte anschließend die Seine Richtung Place de la Bastille. Durch die Porte de Charenton ging es in den Bois de Vincennes. Dort wurde das Vélodrome Jacques-Anquetil passiert, wo zeitweilig die Zielankunft der Tour de France war, ebenso wie das Schloss Vincennes und das französische Sportförderungszentrum INSEP. An den beiden Passagen von Schloss Vincennes wurden die Zwischenzeiten genommen. Über Porte de Vincennes und Place de la Nation ging es zurück zur Bastille und wie auf dem Hinweg zurück zum Ausgangspunkt. Das Ziel bildete die Pont Alexandre III.

## Titelträgerinnen
| Olympiasiegerin | Annemiek van Vleuten | Tokio 2020   |
| Weltmeisterin   | Chloé Dygert         | Glasgow 2023 |

## Ereignisse im Vorfeld
Für die Qualifikation zu dem Wettkampf wurden der Stand der Weltrangliste im Oktober 2023 sowie die Ergebnisse im Einzelzeitfahren der Straßenradsport-Weltmeisterschaften 2023 herangezogen. Außerdem wurde Yulduz Hashimi eingeladen, die
Mannschaft Afghanistans zu vertreten.
Mehrere Teams gaben im Vorfeld des Rennens Startplätze zurück, die an andere Nationen verteilt wurden. Großbritannien tat dies nicht und entsandte trotzdem nur eine von zwei möglichen Vertreterinnen; der ungenutzte Platz verfiel. Die Startliste umfasste daher 35 von 36 möglichen Plätzen.
Als größte Favoriten wurden Weltmeisterin Chloé Dygert, die WM-Zweite Grace Brown sowie die nach einer Verletzung genesene Ex-Weltmeisterin Ellen van Dijk genannt. Die als Mitfavoritin geltende Marlen Reusser hatte aus gesundheitlichen Gründen kurzfristig absagen müssen.

## Rennverlauf
Das Rennen fand bei leichtem Regen statt, der die Straßen rutschig machte. Eine Reihe von Fahrerinnen kam mit sichtlichen Sturzfolgen ins Ziel, die US-Meisterin Taylor Knibb stürzte gar mehrfach. Ellen van Dijk startete zur Mitte des Rennens, konnte aber die in sie gesetzten Hoffnungen nicht erfüllen und wurde Elfte.
Die letzten sechs Starterinnen waren identisch zu den besten sechs der Weltmeisterschaften 2023. Juliette Labous erzielte vor Heimpublikum eine neue Bestzeit, an die die Tour-de-France-Gewinnerin Demi Vollering nicht herankam. Anna Henderson dämpfte sogleich die französischen Hoffnungen, indem sie Labous’ Zeit um 10 Sekunden unterbot. Christina Schweinberger wurde Zehnte. Grace Brown als vorletzte Starterin deklassierte die Konkurrenz um anderthalb Minuten. Chloé Dygert als letzte Fahrerin stürzte zur Mitte des Rennens auf einer Stelle mit Pflastersteinen und kam mit unter einer Sekunde Rückstand auf Henderson ins Ziel, mithin auf dem Bronzerang.

## Ergebnis
27. Juli 2024, Start: 14:30 Uhr
| Rang | Name                     | Nation                         | Zeit          |
| ---- | ------------------------ | ------------------------------ | ------------- |
| 1    | Grace Brown              | Australien                     | 39:38,24 min  |
| 2    | Anna Henderson           | Großbritannien                 | + 1:31,59 min |
| 3    | Chloé Dygert             | Vereinigte Staaten             | + 1:32,46 min |
| 4    | Juliette Labous          | Frankreich                     | + 1:41,66 min |
| 5    | Demi Vollering           | Niederlande                    | + 1:51,56 min |
| 6    | Lotte Kopecky            | Belgien                        | + 1:56,58 min |
| 7    | Kim Cadzow               | Neuseeland                     | + 2:07,78 min |
| 8    | Elisa Longo Borghini     | Italien                        | + 2:11,08 min |
| 9    | Audrey Cordon-Ragot      | Frankreich                     | + 2:13,43 min |
| 10   | Christina Schweinberger  | Österreich                     | + 2:13,78 min |
| 11   | Ellen van Dijk           | Niederlande                    | + 2:43,52 min |
| 12   | Agnieszka Skalniak-Sójka | Polen                          | + 2:46,38 min |
| 13   | Mieke Kröger             | Deutschland                    | + 2:49,88 min |
| 14   | Emma Norsgaard Bjerg     | Dänemark                       | + 2:55,35 min |
| 15   | Antonia Niedermaier      | Deutschland                    | + 3:15,55 min |
| 16   | Eugenia Bujak            | Slowenien                      | + 3:16,72 min |
| 17   | Elena Hartmann           | Schweiz                        | + 3:20,66 min |
| 18   | Marta Lach               | Polen                          | + 3:25,19 min |
| 19   | Taylor Knibb             | Vereinigte Staaten             | + 3:25,22 min |
| 20   | Olivia Baril             | Kanada                         | + 3:25,34 min |
| 21   | Tamara Dronowa           | Individuelle Neutrale Athleten | + 4:03,92 min |
| 22   | Mireia Benito            | Spanien                        | + 4:09,86 min |
| 23   | Olga Sabelinskaja        | Usbekistan                     | + 4:15,27 min |
| 24   | Cecilie Uttrup Ludwig    | Dänemark                       | + 4:32,69 min |
| 25   | Nora Jenčušová           | Slowakei                       | + 4:44,06 min |
| 26   | Yulduz Hashimi           | Afghanistan                    | + 4:50,89 min |
| 27   | Julija Birjukowa         | Ukraine                        | + 5:05,49 min |
| 28   | Julia Kopecký            | Tschechien                     | + 5:15,51 min |
| 29   | Hanna Zerach             | Individuelle Neutrale Athleten | + 5:18,96 min |
| 30   | Anniina Ahtosalo         | Finnland                       | + 5:26,94 min |
| 31   | Urška Pintar             | Slowenien                      | + 5:28,91 min |
| 32   | Tang Xin                 | China                          | + 6:21,20 min |
| 33   | Anna Kiesenhofer         | Österreich                     | + 6:50,64 min |
| 34   | Phetdarin Somrat         | Thailand                       | + 7:46,87 min |
| 35   | Diane Ingabire           | Ruanda                         | + 8:27,00 min |